# Jardín zoológico nacional de Rabat
El Jardín zoológico nacional de Rabat ( en árabe: حَدِيْقَة ٱلْحَيْوَانَات بِٱلرِّبَاط‎, romanizado: Ḥadīqat al-Ḥaywānāt bir-Ribāṭ ), también conocido como Zoológico de Temara, es un parque zoológico cercano a la ciudad de Rabat, capital de Marruecos.

## Historia y relación con el león de Berbería
El zoológico fue inaugurado en 1973. Los primeros recintos se construyeron para albergar leones que antes se guardaban en el Dar al-Majzén. Dado que el león de Berbería está extinto en libertad, se ha dado importancia a la búsqueda de posibles leones de Berbería o descendientes del león de Berbería en cautividad. Hasta ahora, las pruebas indican que los leones del zoológico no son leones de Berbería puros, sino descendientes del león de Berbería original. Esto se debe en parte a que los miembros de la familia real marroquí tenían leones que fueron capturados en las montañas del Atlas.

## Galería

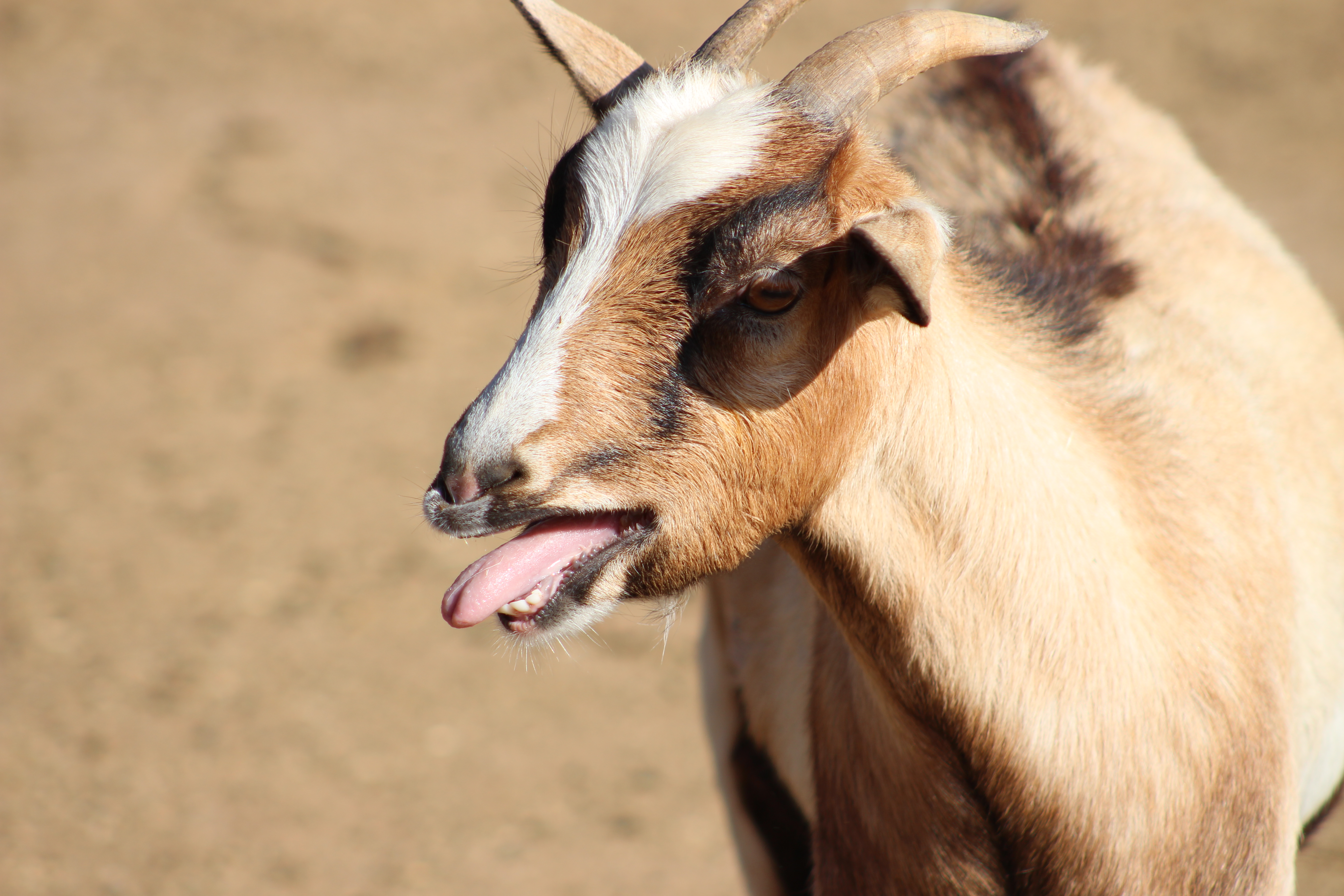
Cabra
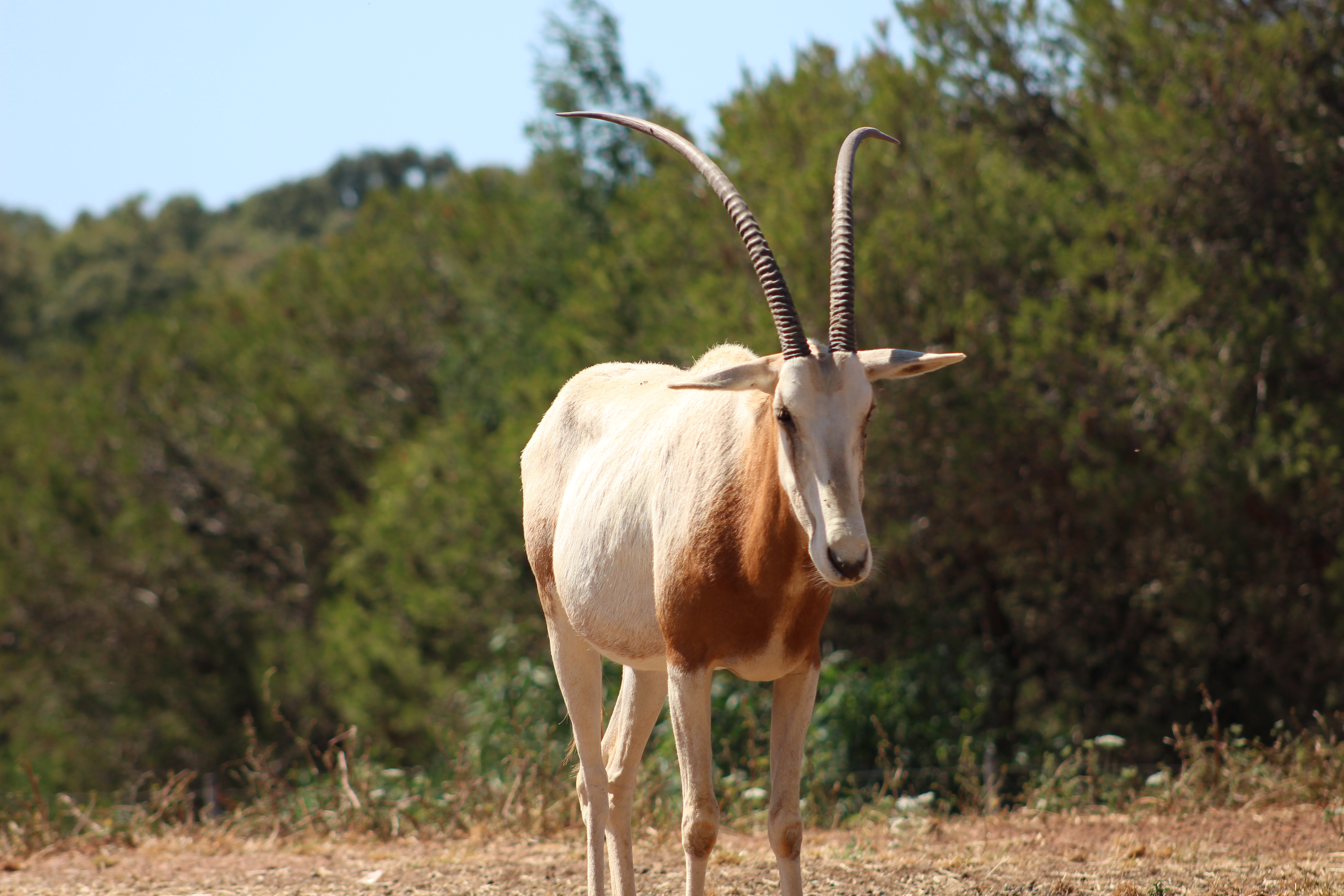
Orix cimitarra
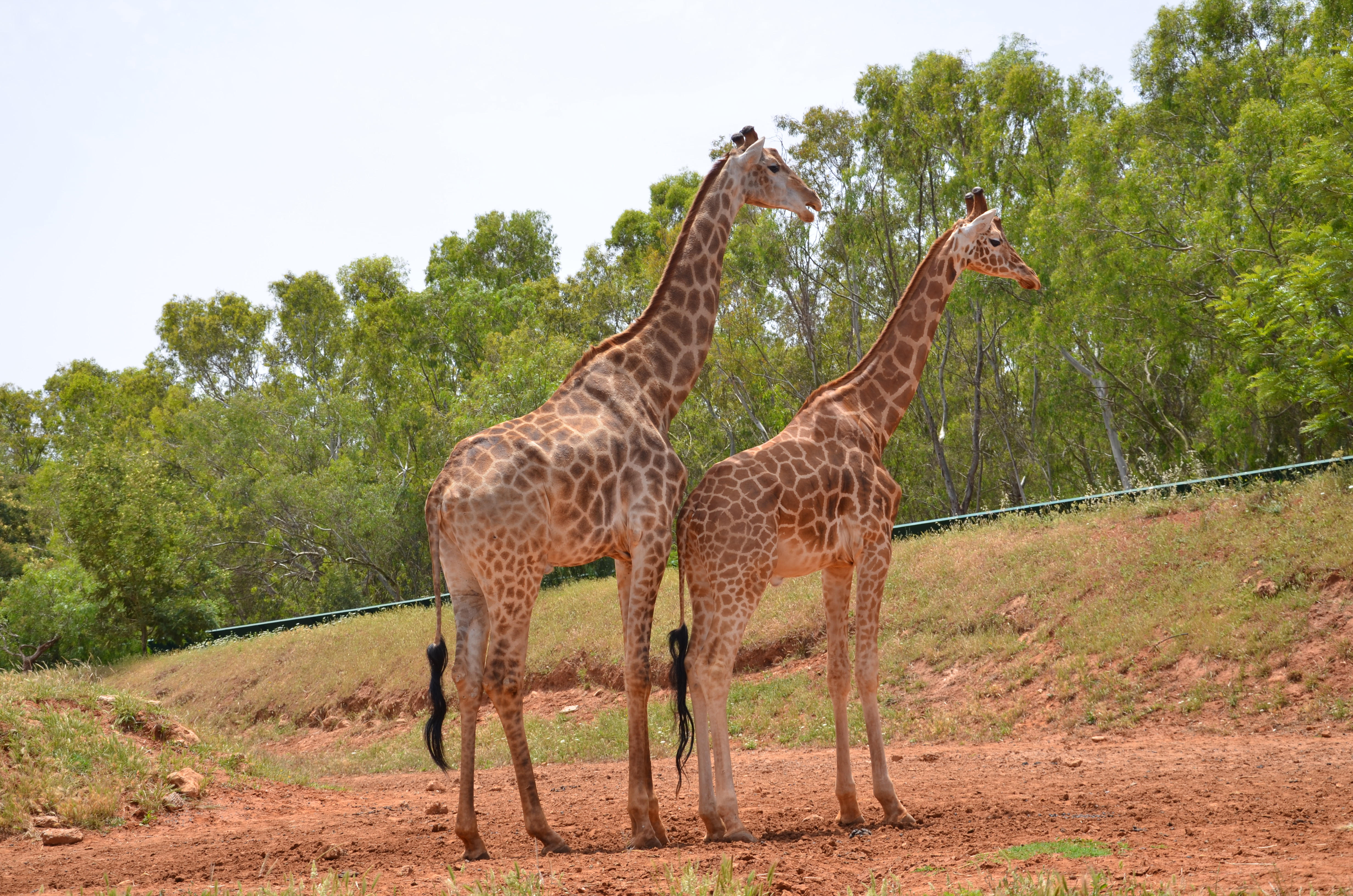
Jirafas
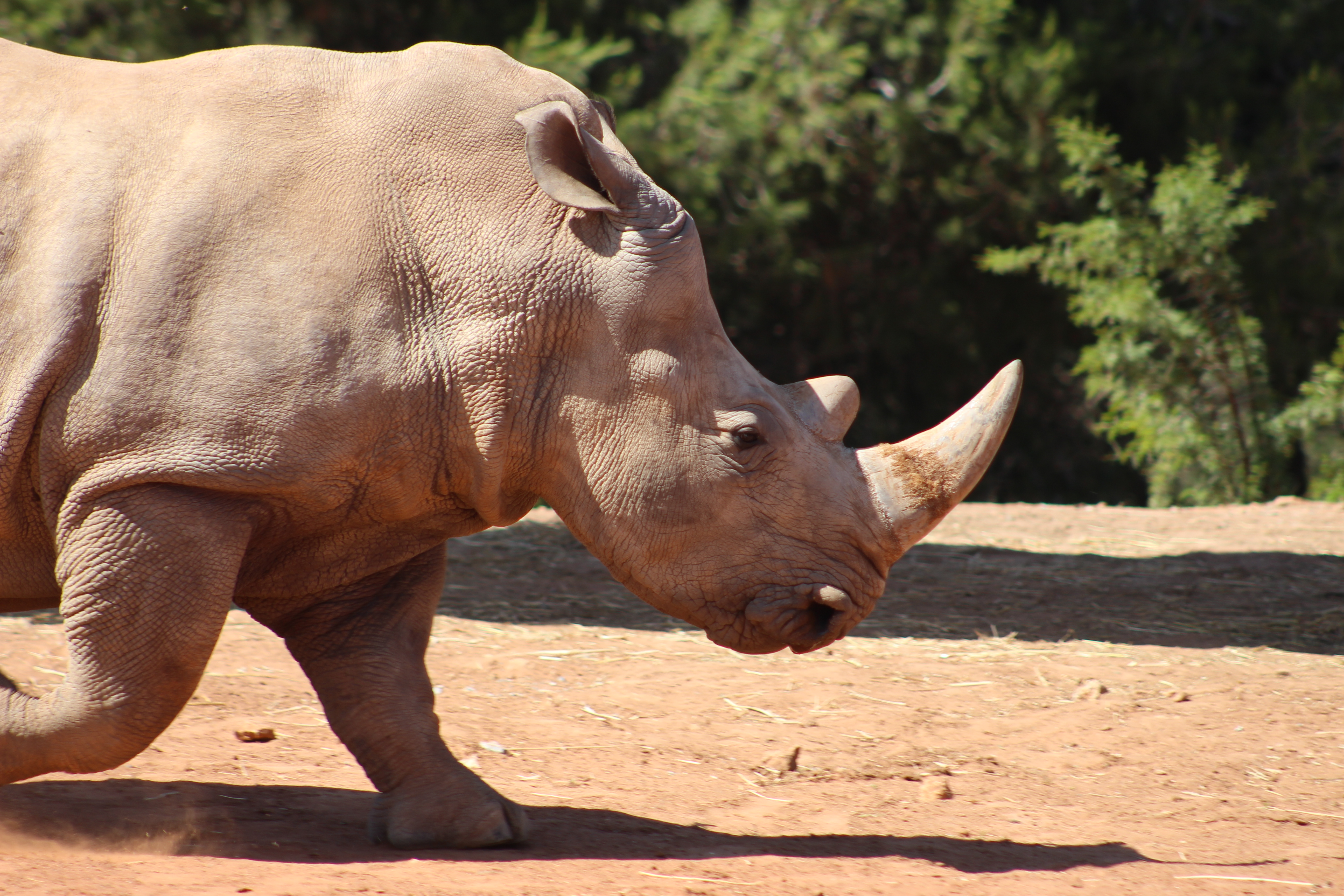
Rinoceronte blanco
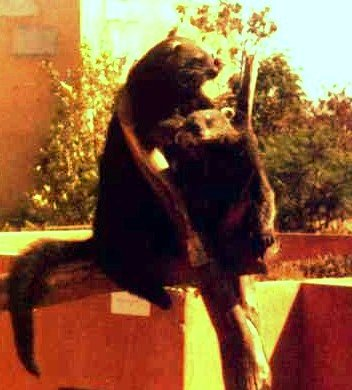
Binturongs